# Truszki-Kucze
Truszki-Kucze – wieś w Polsce położona w województwie podlaskim, w powiecie kolneńskim, w gminie Kolno.
Gniazdo rodowe zamieszkałe od XIV wieku do chwili obecnej przez Truszkowskich herbu Bończa. 
W latach 1975–1998 miejscowość należała administracyjnie do województwa łomżyńskiego.
Wieś stanowi wspólne sołectwo z wsią Truszki-Patory.
Wierni kościoła rzymskokatolickiego należą do parafii Zwiastowania Najświętszej Maryi Panny w Lachowie.